# Governo Gurion I
Il governo Gurion I guidato da è stato formato l'8 marzo del 1949, un mese e mezzo dopo le elezioni parlamentari in Israele del 1949 che hanno creato la prima Knesset. Il suo partito politico, Mapai, ha dato vita ad una coalizione con il Fronte religioso unito, il Partito progressista, i "Sephardim and Oriental Communities" e la "Lista democratica di Nazareth", ed era composto da 12 ministri.
Una parte notevole dell'apparato legislativo emanato durante questa prima parte della legislatura fu una legge educativa che introdusse l'istruzione scolastica obbligatoria per tutti i bambini di età compresa tra i 5 e i 14 anni.
Ben Gurion si dimise il 15 ottobre del 1950, dopo che il "Fronte religioso unito" si oppose alle sue richieste di chiudere il ministero delle forniture e del razionamento oltre che di nominare un uomo d'affari in qualità di nuovo ministro per il commercio e l'industria, nonché per le questioni relative all'istruzione nel nuovo campo per rifugiati Ma'abara.

## Gabinetto ministeriale
| Gabinetto                                                                  | Gabinetto              | Gabinetto | Gabinetto                          |
| Posizione                                                                  | Titolare               | Ritratto  | Partito politico                   |
| -------------------------------------------------------------------------- | ---------------------- | --------- | ---------------------------------- |
| Primo Ministro Ministro della Difesa                                       | David Ben Gurion       |           | Mapai                              |
| Ministero dell'agricoltura Ministero delle forniture e del razionamento    | Dov Yosef              |           | Mapai                              |
| Ministero dell'educazione e della cultura                                  | Zalman Shazar          |           | Mapai                              |
| Ministero degli Affari esteri                                              | Moshe Sharett          |           | Mapai                              |
| Ministero della finanze Ministero del commercio e dell'industria           | Eliezer Kaplan         |           | Mapai                              |
| Ministero della salute Ministero dell'immigrazione Ministero degli interni | Haim-Moshe Shapira     |           | Fronte religioso unito             |
| Ministero della giustizia                                                  | Pinchas Rosen          |           | Partito Progressista               |
| Ministero del lavoro e della sicurezza sociale                             | Golda Meir             |           | Mapai                              |
| Ministero della sicurezza interna                                          | Bechor-Shalom Sheetrit |           | Sephardim and Oriental Communities |
| Ministero dei servizi religiosi e delle vittime di guerra                  | Yehuda Leib Maimon     |           | Fronte religioso unito             |
| Ministero dei trasporti e della sicurezza stradale                         | David Remez            |           | Mapai                              |
| Ministero degli affari e dei servizi sociali                               | Yitzhak-Meir Levin     |           | Fronte religioso unito             |